# Eriocampa juglandis
Espèce
Eriocampa juglandis (la tenthrède lanigère du noyer) est une espèce d'insectes hyménoptères de la famille des Tenthredinidae, originaire d'Amérique du Nord.

## Synonymes
- Eriocampa rotundiformis Rohwer
- Sciapteryx rotundatus Norton
- Allantus obesus Norton
- Sciapteryx rotundus Norton
- Sciapteryx rotunda Norton[1]